# Глазчатый топаколо
Глазчатый топаколо (лат. Acropternis orthonyx) — вид воробьиных птиц семейства топаколовых (Rhinocryptidae), единственный представитель одноимённого рода (Acropternis). Выделяют 2 подвида.
Птица длиной 21—22 см и массой в пределах 80—100 г. Тело чёрного цвета с большими белыми пятнами, коричневыми боками, красной головой и горлом.
Встречается в андских горных лесах на северо-западе Южной Америки (Венесуэла, Колумбия, Перу, Эквадор).